# Franco Bitossi
Pour les articles homonymes, voir Bitossi.
Franco Bitossi, né le 1er septembre 1940 à Camaioni di Carmignano, dans la province de Prato en Toscane, est un coureur cycliste italien, certainement l'un des plus grands cyclistes de son pays avec 171 victoires remportées au cours de sa carrière professionnelle entre 1961 et 1978.
Il compte notamment à son palmarès deux Tours de Lombardie, Tirreno-Adriatico, le Tour de Suisse et le Tour de Catalogne.

## Biographie

### Jeunesse
Franco Bitossi commence à courir très jeune, à 17 ans, remportant 10 victoires, en 1957, dans la catégorie débutants. De 1959 à 1961, il court chez les amateurs, triomphant à 21 reprises.

### Principaux succès
Sa première victoire chez les professionnels est une étape des Trois Jours du Sud, sous les couleurs de l'équipe Philco. En 1964, il court pour l'équipe Springoil-Fuchs et remporte quatre étapes au Tour d'Italie, dont la mythique étape Cuneo-Pinerolo. En 1965, il passe dans l'équipe légendaire Filotex, de Prato, et il remporte le Tour de Suisse  (2 étapes remportées) et le Championnat de Zurich. En 1966, il remporte deux étapes du Tour d'Italie et du Tour de France, ainsi que la Coppa Sabatini. En 1967, il gagne Tirreno-Adriatico, le Tour de Lombardie et la Coppa Agostoni. En 1968, il gagne à nouveau deux étapes au  Tour d'Italie et au Tour de France, où il remporte  le classement par points (premier Italien à le faire), il s'impose à nouveau au Championnat de Zurich et à la Coppa Sabatini, et gagne la Coppa Bernocchi. En 1969, il remporte le classement par points du Tour d'Italie, conservant le maillot cyclamen du début à la fin.
En 1970, il devient champion d'Italie et gagne, entre autres, 4 étapes du Giro (ainsi que le classement par points) et le Tour de Catalogne. Il conserve son titre de champion d'Italie en 1971 en remportant l'épreuve du Gran Premio Industria e Commercio di Prato.
En 1972, il fait la une de tous les journaux du monde à la suite de l'épilogue malheureux des championnats du monde de Gap, en France, où il se fait reprendre sur la ligne par le groupe de l'Italien Marino Basso et doit se contenter de la médaille d'argent. Cette arrivée malchanceuse l'a rendu cependant plus célèbre que s'il avait gagné.
En 1973, il quitte « son » équipe Filotex pour rejoindre la Sammontana avec laquelle il remporte le Tour du Veneto et le Tour d'Émilie. L'année suivante, avec la Scic, il remporte 4 étapes au Tour de Suisse et 3 au Tour d'Italie.
En 1976, il redevient champion d'Italie avec l'équipe Zonca Santini. L'année suivante, il change à nouveau d'équipe et rejoint Vibor, avec laquelle il gagne le prestigieux Gran Premio Città di Camaiore. Cette même année, il est à nouveau sélectionné pour les Championnats du Monde où il arrache une splendide médaille de bronze à San Cristobal, au Venezuela.
Il termine sa carrière en 1978 sous les couleurs de Gis Gelati remportant deux nouvelles courses.Très régulier, Franco Bitossi était connu également comme « cœur fou » à cause d'une arythmie cardiaque qui l'obligeait à s'arrêter en course. Sa combativité l'a rendu populaire et il est devenu un des champions qui ont rendu le cyclisme si populaire en Italie.

## Palmarès

### Palmarès amateur
| - 1960 - Coppa Giulio Burci - 2e du Gran Premio Riello | - 1961 - Coppa Città del Marmo - 3e du Grand Prix de la ville de Camaiore |

### Palmarès professionnel
| - 1961 - 2ea étape des Trois Jours du Sud - 1964 - Tour d'Italie : - Classement de la montagne - 3e, 16e, 17e et 20e étapes - 2e du Tour des Quatre Cantons - 2e du Tour de Romagne - 3e de la Coppa Sabatini - 10e du Tour d'Italie - 1965 - Championnat de Zurich - Tour d'Italie : - Classement de la montagne - 21e étape - Tour du Latium - Tour de Suisse : - Classement général - 2e et 5e étapes - 2e du GP Montelupo - 2e de la Corsa Coppi - 3e du Tour de la province de Reggio de Calabre - 3e du Tour d'Émilie - 4e du Tour de Lombardie - 7e du Tour d'Italie - 1966 - 1reb et 4e étapes du Tour de Romandie - Tour d'Italie : - Classement de la montagne - 14e et 16e étapes - 5e et 17e étapes du Tour de France - Coppa Sabatini - 2e du Tour du Piémont - 2e de Milan-Vignola - 3e de la Corsa Coppi - 3e de la Coppa Agostoni - 8e du Tour d'Italie - 10e de Tirreno-Adriatico - 1967 - Trofeo Laigueglia - Tirreno-Adriatico : - Classement général - 1re étape - Tour des Quatre Cantons - 7e étape du Tour d’Italie - Coppa Agostoni - Tour de Lombardie - 2e de Milan-Turin - 2e du Tour du Tessin - 2e de la Coppa Sabatini - 2e du Tour des Apennins - 3e de Milan-San Remo - 3e du Tour d'Émilie - 10e de Liège-Bastogne-Liège - 10e du Super Prestige Pernod - 1968 - 7e étape du Tour de Sardaigne - Sassari-Cagliari - Milan-Turin - 4e étape de Tirreno-Adriatico - Tour de Toscane - Championnat de Zurich - Prologue du Tour de Romandie (contre-la-montre par équipes) - 17e et 21e étapes du Tour d'Italie - Coppa Bernocchi - Grand Prix Valsassina - Tour de France : - Classement par points - Classement du combiné - 7e et 16e étapes - Coppa Sabatini - 2e du Tour de Campanie - 2e du Tour des Quatre Cantons - 2e du Tour de Lombardie - 3e du Tour de la province de Reggio de Calabre - 4e de Tirreno-Adriatico - 4e de Paris-Luxembourg - 4e du championnat du monde sur route - 8e du Tour de France - 9e du Tour d'Italie - 1969 - 1re et 2e étapes de Tirreno-Adriatico - GP Montelupo - Tour d'Italie : - Classement par points - 11e et 14e étapes - 7e et 8eb étapes du Tour de Catalogne - Coppa Agostoni - 2e du Grand Prix de Menton - 2e de Milan-Vignola - 2e du Tour de Catalogne - 2e du Tour d'Émilie - 3e du Trofeo Laigueglia - 3e de Milan-Turin - 3e du Tour de Lombardie - 3e d'À travers Lausanne - 4e du Tour des Flandres - 10e du Tour d'Italie - 1970 - Champion d'Italie sur route (Tour de Vénétie) - Tour de Campanie - 2e étape du Tour de Romandie - Tour d'Italie : - Classement par points - 1re, 3e, 7e et 19e étapes - 1re et 3e étapes du Tour de Suisse - Grand Prix Tarquinia - Tour des Trois Provinces - Tour de Catalogne : - Classement général - 1rea étape - Tour d'Émilie - Tour de Lombardie - Épreuve en ligne d'À travers Lausanne - 2e du Trofeo Masferrer - 3e du Grand Prix Cemab à Mirandola - 3e de la Coppa Placci - 5e de Tirreno-Adriatico - 7e du Tour d'Italie - 7e du Tour de Suisse - 9e du championnat du monde sur route | - 1971 - Champion d'Italie sur route (Grand Prix de l'industrie et du commerce de Prato) - 3e étape de Paris-Nice - Tour de Romagne - 1reb étape du Tour de Romandie - 15e étape du Tour d'Italie - Coppa Agostoni - 2e du Tour de Lombardie - 8e du Tour de Catalogne - 1972 - Tour de la province de Reggio de Calabre - Tour de Campanie - Tour des Pouilles - Course de côte du Col San Martino - 2e de Milan-Turin - 2e du championnat d'Italie sur route (Tour des Apennins) - 2e du championnat du monde sur route - 3e du Grand Prix Mendrisio - 7e du Tour de Romandie - 8e du Championnat de Zurich - 9e du Tour de Lombardie - 1973 - 6eb étape du Tour de Sardaigne - Hyon-Mons - Grand Prix Mendrisio - Tour de Vénétie - Tour d'Émilie - 2e de Milan-Turin - 2e du Tour des Pouilles - 2e du GP Montelupo - 3e de la Coppa Sabatini - 3e de la Coppa Agostoni - 9e du Tour de Lombardie - 1974 - Grand Prix de Cannes - 4e étape de Tirreno-Adriatico - Tour de Romagne - 6e, 8e et 18e étapes du Tour d'Italie - 3ea, 3eb (contre-la-montre), 6e et 9ea étapes du Tour de Suisse - Trophée Matteotti - 2e du Tour de Toscane - 2e du Tour d'Ombrie - 2e du Tour du Latium - 2e de la Coppa Agostoni - 2e des Six Jours de Castelgomberto (avec Leo Duyndam) - 3e de la Coppa Sabatini - 4e de Milan-San Remo - 7e du Tour de Suisse - 8e de Tirreno-Adriatico - 8e du Tour de Lombardie - 9e du Tour d'Italie - 1975 - 1rea (contre-la-montre par équipes), 4e et 5e étapes du Trophée méditerranéen - 3e étape de Paris-Nice - 1re étape du Tour des Pouilles - 15e étape du Tour d'Italie - 2e du Tour des Pouilles - 2e de la Coppa Placci - 2e du Tour de Toscane - 1976 - Champion d´Italie sur route (Coppa Bernocchi) - 2ea étape du Trophée méditerranéen - Trofeo Laigueglia - Tour du Frioul - Grand Prix Raf Jonckheere - 2e de Sassari-Cagliari - 2e du Tour de la province de Reggio de Calabre - 2e du Tour du Latium - 2e de Milan-Turin - 8e du Tour de Lombardie - 9e de Tirreno-Adriatico - 1977 - Champion d'Italie de cyclo-cross - Grand Prix de Camaiore - 2e du Tour d'Ombrie - 3e du championnat du monde sur route - 3e du Tour de Lombardie - 1978 - Champion d'Italie de cyclo-cross - 2e étape de Tirreno-Adriatico - 3e de Sassari-Cagliari - 3e de la Coppa Sabatini - 3e de Milan-Turin |

### Résultats sur les grands tours

#### Tour d'Italie
Franco Bitossi participa à 16 tours d'Italie consécutifs et en terminant 12 dont sept dans les dix premiers. Il remporte 21 étapes, le classement de la montagne en 1964, 1965 et 1966 et le classement par points en 1969 et 1970.
- 1963 : 28e
- 1964 : 10e, vainqueur du  classement de la montagne et des 3e, 16e, 17e et 20e étapes
- 1965 : 7e, vainqueur du  classement de la montagne et de la 21e étape
- 1966 : 8e, vainqueur du  classement de la montagne et des 14e et 16e étapes
- 1967 : 15e, vainqueur de la 7e étape
- 1968 : 9e[1], vainqueur des 17e et 21e[2] étapes
- 1969 : 10e, vainqueur du  classement par points et des 11e et 14e étapes
- 1970 : 7e, vainqueur du  classement par points et des 1re, 3e, 7e et 19e étapes,  maillot rose pendant 6 jours
- 1971 : 23e, vainqueur de la 15e étape
- 1972 : abandon (14e étape)
- 1973 : abandon (20e étape)
- 1974 : 9e, vainqueur des 6e, 8e et 18e étapes
- 1975 : 26e, vainqueur de la 15e étape
- 1976 : non-partant (7e étape)
- 1977 : 73e
- 1978 : non-partant (12e étape)

#### Tour de France
Il participa à deux reprises au Tour de France. Leader de l'équipe Filotex en 1966, il remporte deux étapes et termine l'épreuve à la 17e place. Revenu en 1968 comme co-leader de l'équipe d'Italie avec Italo Zilioli, il remporte à nouveau deux étapes et finit à la 8e place (premier italien), remportant aussi le classement par points (à noter que cette année-là seulement, le maillot n'était pas vert, mais rouge) et celui du combiné.
- 1966 : 17e, vainqueur des 5e et 17e étapes
- 1968 : 8e, vainqueur du  classement par points, du  classement du combiné des 7e et 16e étapes